# Міллборн (Пенсільванія)
Міллборн (англ. Millbourne) — місто (англ. borough) в США, в окрузі Делавер штату Пенсільванія. Населення — 1212 особи (2020).

## Географія
Міллборн розташований за координатами 39°57′49″ пн. ш. 75°15′9″ зх. д. / 39.96361° пн. ш. 75.25250° зх. д. (39.963735, -75.252615).  За даними Бюро перепису населення США в 2010 році місто мало площу 0,19 км², уся площа — суходіл.

## Демографія
Згідно з переписом 2010 року, у селищі мешкало 1159 осіб у 383 домогосподарствах у складі 262 родин. Густота населення становила 6037 осіб/км².  Було 416 помешкань (2167/км²).
Расовий склад населення:
| - 56,3 % — азіатів - 20,1 % — чорних або афроамериканців - 13,7 % — білих - 0,9 % — вихідців з тихоокеанських островів - 0,6 % — корінних американців - 4,1 % — осіб інших рас |

До двох чи більше рас належало 4,2 %. Частка іспаномовних становила 8,5 % від усіх жителів.
За віковим діапазоном населення розподілялося таким чином: 21,1 % — особи молодші 18 років, 71,7 % — особи у віці 18—64 років, 7,2 % — особи у віці 65 років та старші. Медіана віку мешканця становила 32,8 року. На 100 осіб жіночої статі у селищі припадало 129,5 чоловіків;  на 100 жінок у віці від 18 років та старших — 126,8 чоловіків також старших 18 років.
Середній дохід на одне домашнє господарство  становив 43 717 доларів США (медіана — 35 000), а середній дохід на одну сім'ю — 41 889 доларів (медіана — 35 000). Медіана доходів становила 21 900 доларів для чоловіків та 29 464 долари для жінок. За межею бідності перебувало 29,1 % осіб, у тому числі 37,9 % дітей у віці до 18 років та 9,5 % осіб у віці 65 років та старших.
Цивільне працевлаштоване населення становило 555 осіб. Основні галузі зайнятості: транспорт — 16,2 %, роздрібна торгівля — 15,9 %, освіта, охорона здоров'я та соціальна допомога — 15,7 %.